# Es tan facil romper un corazón
«Es tan facil romper un corazón» es una canción interpretada por la banda argentina de rock Miguel Mateos/ZAS, que está incluida en su sexto álbum de estudio Solos en América (1986).

## Origen y significado
La canción fue escrita por el mismo Mateos, y habla de un situación de desamor que no puede o no tiene solución para una persona.

## Promoción
La canción ha estado incluida en varios discos en vivo del mismo y en el album Primera fila del año 2011.

## Lista de canciones

### CD - Promo
| Es tan facil romper un corazón — Single |                                  |          |  |
| N.º                                     | Título                           | Duración |  |
| 1.                                      | «Es tan facil romper un corazón» | 4:53     |  |

## Posiciones en las listas
| Listas                                     | Posición |
| ------------------------------------------ | -------- |
| Estados Unidos Billboard Latin Pop Airplay | 40       |

## Créditos
- Miguel Mateos: voz principal y coros, sintetizadores y guitarra rítmica.
- Carlos Alberto García López: guitarra principal.
- Cachorro López: bajo.
- Alejandro Mateos: batería y y caja de ritmos.
- Julio Lala: sintetizadores.
- Kim Bullard: sintetizadores.
- Phil Kenzie: saxofón.
- Stan Bush: coros.
- Cecilia Bullard: coros.

## Premios y nominaciones
| Año  | Publicación   | País      | Lista                                           | Puesto |
| ---- | ------------- | --------- | ----------------------------------------------- | ------ |
| 2014 | Rolling Stone | Argentina | 100 canciones más destacadas del rock argentino | 91°    |